# Skanderborg SK
Skanderborg SK, ze względów sponsorskich Team Nordea Skanderborg – duński klub szachowy z siedzibą w Skanderborg, czterokrotny mistrz kraju.

## Historia
Klub został założony 4 stycznia 1923 roku i przyjął nazwę Skakklubben af 1923. Inicjatorem powstania klubu i jego pierwszym prezesem został Holger Jugel. W 1930 roku został zarejestrowany w DSU. W latach 1934–1942 klub nie podejmował aktywności. W 1942 roku zmieniono nazwę klubu na Skanderborg SK. Początkowo klub grał turnieje na szczeblu lokalnym. W 1960 roku przy klubie powołano szkółkę szachową. W 2003 i 2005 roku klub zorganizował turnieje pod nazwą Samba Cup. Uczestniczyli w nich tacy zawodnicy, jak Wasyl Iwanczuk, Nigel Short czy Liviu-Dieter Nisipeanu.
W 2011 roku Skanderborg zadebiutował w Skakligaen. W debiutanckim sezonie klub zajął szóste miejsce w lidze. W sezonie 2012/2013 klub zdobył tytuł mistrza Danii, wyprzedzając o półtora punktu drugi w tabeli Aarhus SK/Skolerne. Zawodnikami drużyny byli wówczas m.in. Davor Palo, Mads Andersen, Nicolai Vesterbaek Pedersen i Steffen Pedersen. W 2013 roku zespół zadebiutował w Pucharze Europy, zajmując 52. miejsce. Rok później klub zdobył wicemistrzostwo kraju. Sezon 2014/2015 Skanderborg SK ponownie zakończył mistrzostwem Danii. Obrona tytułu w sezonie 2015/2016 okazała się nieskuteczna, jako że zespół uległ Philidorowi Kopenhaga. Jednakże klub uczestniczył w Pucharze Europy, w którym zajął 48. pozycję. W 2018 roku klub zdobył trzecie mistrzostwo Danii. Rok później klub przegrał walkę o tytuł z Køge SK. W 2022 roku zdobyto trzecie miejsce, a rok później – wicemistrzostwo. W sezonie 2023/2024 Skanderborg zdobył czwarty tytuł mistrzowski.

## Arcymistrzowie w historii klubu
- Mads Andersen[9]
- Jonas Buhl Bjerre[12]
- Artur Jakubiec[2]
- Kaido Külaots[2]
- Kamil Mitoń[2]
- Davor Palo[3]
- Daniel Semcesen[6]
- Frederik Svane[13]
- Rasmus Svane[9]